# Lasioderma
Lasioderma là một chi bọ cánh cứng thuộc họ Ptinidae.